# Dolno Dragliște
Dolno Dragliște (în bulgară Долно Драглище) este un sat situat în partea de sud-vest a Bulgariei în Munții Pirin. Aparține administrativ de Comuna Razlog din Regiunea Blagoevgrad. La recensământul din 2011 avea o populație de 643 locuitori.

## Demografie
Componența etnică a satului Dolno Dragliște
     Nicio identificare (4,35%)
     Romi (7,46%)
     Bulgari (87,4%)
     Turci (0%)
     Altele (0,77%)
La recensământul din 2011, populația satului Dolno Dragliște era de 643 locuitori. Din punct de vedere etnic, majoritatea locuitorilor (87,4%) erau bulgari, cu o minoritate de romi (7,46%). Pentru 4,35% din locuitori nu este cunoscută apartenența etnică.